# Hamilton Sabot
Hamilton Sabot (ur. 31 maja 1987) – francuski gimnastyk. Brązowy medalista olimpijski z Londynu.
Treningi rozpoczął w wieku 7 lat. Specjalizuje się w ćwiczeniach na poręczach i w 2012 zajął trzecie miejsce w tej konkurencji. Zawody te były jego drugimi igrzyskami olimpijskimi, startował w 2008. Ma w dorobku również medale mistrzostw Europy (brąz w 2010 w ćwiczeniach na poręczach i w drużynie), igrzysk śródziemnomorskich i mistrzostw Francji.